# Jesioniki
Jesioniki (cz. Jeseníky, niem. Gesenke) – pasmo górskie w Sudetach Wschodnich, w Czechach i częściowo w Polsce z najwyższym szczytem Pradziad (cz. Praděd) o wysokości 1491 m n.p.m.

## Charakterystyka
Jesioniki są drugim co do wysokości pasmem górskim w Sudetach i Czechach, a jednocześnie najwyższą i najrozleglejszą grupą górską w Sudetach Wschodnich i na Morawach. Centralny rejon Jesioników tworzy pasmo Wysokiego Jesionika (cz. Hrubý Jeseník), którego grzbietem przebiega granica Wielkiego Europejskiego Działu Wodnego, oddzielająca zlewiska Morza Bałtyckiego i Czarnego. Prawie cały masyw Jesioników pokrywają gęste bory świerkowe z domieszką buku i jodły. Region jest bogatą bazą turystyczną z licznymi schroniskami oraz bazą noclegową, w postaci hoteli, pensjonatów, ośrodków narciarskich z siecią tras narciarskich (biegowych i zjazdowych) oraz licznych szlaków turystycznych i rowerowych.
W skład Jesioników wchodzą cztery mezoregiony:
- Wysoki Jesionik
- Niski Jesionik (cz. Nízký Jeseník)
- Góry Opawskie (cz. Zlatohorská vrchovina)
- Hanušovická vrchovina